# Marijan Kocković
Marijan Kocković (Zagreb, 23. srpnja 1923. -  Dubrovnik, 30. svibnja 1991.) hrvatski je akademski kipar.

## Životopis
Marijan Kocković je rođen 23. srpnja 1923. u Zagrebu kao najmlađe od sedmero djece učiteljice Olge i učitelja Stjepana Kockovića. U Zagrebu je završio osnovnu i srednju učiteljsku školu. Za vrijeme Drugog svjetskog rata 1942. godine priključio se partizanskom pokretu gdje je nakon kratkog vremena postao politički komesar 13. proleterske brigade. Tijekom rata je dva puta ranjavan, a po završetku rata s činom kapetana odlazi u Jugoslavensku ratnu mornaricuna novu dužnost.
Kiparstvom se počeo baviti 1947. godine. Prvo je u Domu mornarice u Splitu počeo s modeliranjem, pri čemu je značajnu ulogu odigrao splitski kipar Ivan Mirković čiji je atelier Marijan često posjećivao, a potom ga je iste godine, zbog talenta koji je posjedovao, mornarica kao stipendistu poslala na školovanje na Akademiju likovnih umjetnosti u Zagrebu kod profesora Grge Antunca i Frane Kršinića. Za vrijeme studija na Likovnoj akademiji, 1949. godine pobijedio je na natječaju za spomenik palim borcima u Sisku koji prikazuje žensku figuru uzdignute ruke s puškom. Zbog rada na spomeniku neredovito je dolazio Akademiju i tako propustio popuniti broj sati pa je izbačen s Akademije.
U želji da završi školovanje, 1950. godine podnosi zahtjev za demobilizaciju te odlazi na Akademiju likovnih umjetnosti u Ljubljanu, gdje je bio u klasi profesora Petra Lobode. Diplomirao je 1953. godine u klasi profesora Karela Putriha i to odličnim uspjehom.
Po svršetku Akademije odlazi u Sarajevo gdje je od 1953. do 1966. godine živio i radio kao profesor kiparstva i povijesti umjetnosti te slobodni umjetnik.
U Dubrovnik je doselio 1966. godine i odlučio tu ostati do kraja života. U gradskom predjelu Lapad je izgradio kuću s atelierom i malom galerijom čime je dobio osjećaj neovisnosti od likovne sredine u kojoj djeluje. Od 1968. godine aktivno se počinje baviti i tapiserijom. Od 1970. godine po nekoliko mjeseci godišnje radio je i izlagao u Sjedinjenim Američkim Državama, a od 1972. godine počeo je raditi i kao profesor skulpture na Ljetnoj školi Hope College Holland koja se održavala u Dubrovniku.
Nakon susreta sa Slobodankom Đokić, likovnom umjetnicom koja se bavila tekstilom i odijevanjem, ulazi 1975. godine u treći brak u kojem će biti rođeni sinovi Marijan i Neven.
Marijan se osim kiparstvom bavio i pjesništvom pa su 1978. godine u izdanju Grafičkog zavoda objvaljene njegove zbirke pjesama "S imenom tvojim" i "O ženi srcem i dlijetom".
Izvršio je samoubojstvo u Dubrovniku 30. svibnja 1991. godine, a dan nakon njega zbog teške bolesti umrla je i njegova supruga.

## Izložbe i djela
Marijan je tijekom 45-godišnjeg perioda izlagao na preko 100 samostalnih i zajedničkih izložbi po cijelom svijetu i to u Kanadi, Sjedinjenim Američkim Državama, Rusiji, Japanu i diljem Europe. U svom stvaralačkom vijeku stvorio je 300 portreta u mramoru i bronci, preko 350 skulptura u bronci, kamenu, drvu i bakruˇ, a ujedno je bio autor 250 tapiserija. Njegove skulpture i tapiserije namijenjene unutarnjem uređenju krasile su i dan danas krase neke od javnih zgrada, hotela i banaka po cijelom svijetu medu kojima Sears Tower u Chicagu, hotel Trelawny na Jamajci, tvornica Storck u Njemačkoj te na području Bosne i Hercegovine i Hrvatske.

## Vanjske poveznice
- Umjetnička galerija Marijan  Arhivirana inačica izvorne stranice od 15. rujna 2007. (Wayback Machine)

## Galerija djela
- Beethoven
- Fontana u Rovinju
- Spomenik palom borcu u Rovinju
- Tapiserija Zodiac
- Tri gracije
- Spomenik u Drvaru.